# Leila Ouahabi
Leila Ouahabi El Ouahabi (Mataró, 22 marzo 1993) è una calciatrice spagnola di origini marocchine, difensore del Manchester City e della nazionale spagnola.

## Carriera

### Nazionale
Leila Ouahabi viene convocata nella nazionale spagnola Under-19 debuttando il 31 marzo 2011 nella partita vinta 3 a 0 contro le pari età della Polonia in occasione del secondo turno di qualificazione agli Europei di categoria di Italia 2011. Con le rosse U-19 totalizza 11 presenze realizzando una rete.
Invitata ai raduni della nazionale maggiore, per il debutto deve aspettare il 2016, venendo impiegata dal tecnico Jorge Vilda nell'amichevole di Mogoșoaia del 4 marzo, dove la Spagna pareggia 0-0 con la Romania.
Vilda la inserisce in rosa anche nella formazione chiamata a partecipare all'edizione 2017 dell'Algarve Cup, prima volta della Spagna invitata al torneo, dove nella finale con il Canada dell'8 marzo all'Estádio Algarve di Faro sigla al 5' l'unica rete dell'incontro, festeggiando la vittoria della coppa con le compagne della sua nazionale. Il 20 giugno 2017 Vilda la inserisce nella rosa della squadra impegnata all'Europeo dei Paesi Bassi 2017.

## Palmarès

### Club

#### Competizioni nazionali
- Campionato spagnolo: 4

Barcellona: 2011-2012, 2012-2013, 2019-2020, 2020-2021
- Coppa della Regina: 7

Barcellona: 2011, 2013, 2014, 2017, 2018, 2019-2020, 2020-2021
- Supercoppa spagnola: 1

Barcellona: 2020
- Copa de Catalunya femenina: 3

2010, 2011, 2012

#### Competizioni internazionali
- UEFA Women's Champions League: 1

Barcellona: 2020-2021

### Nazionale
- Algarve Cup: 1

2017